# Serres de Tudela
Les Serres de Tudela és una serra situada al municipi d'Artesa de Segre a la comarca del Noguera, amb una elevació màxima de 483 metres.